# (1555) Dejan
(1555) Dejan est un astéroïde de la ceinture principale.

## Description
(1555) Dejan est un astéroïde de la ceinture principale. Il fut découvert le 15 septembre 1941 à Uccle par Fernand Rigaux. Il présente une orbite caractérisée par un demi-grand axe de 2,69 UA, une excentricité de 0,28 et une inclinaison de 6,0° par rapport à l'écliptique.

## Compléments